# مارينا دل راي (كاليفورنيا)
مارينا ديل ري هو مجتمع ساحلي غير مدمج في مقاطعة لوس أنجلوس ، كاليفورنيا ، مع مرسى يعد وجهة رئيسية لركوب القوارب والترفيه المائي في منطقة لوس أنجلوس الكبرى. يعتبر المرسى أكبر ميناء صغير مصنوع يدويًا في أمريكا الشمالية ، ويضم موطنًا لحوالي 5000 قارب. تعد المنطقة وجهة سياحية شهيرة للأنشطة المائية مثل ألواح التجديف وتأجير قوارب الكاياك ورحلات تناول الطعام واستئجار اليخوت. تقع منطقة ويست سايد هذه على بعد حوالي 4 أميال (6.4 كم) جنوب سانتا مونيكا ، و 4 أميال (6.4 كم) شمال مطار لوس أنجلوس الدول.

## التركيبة السكانية
حدّد مكتب تعداد الولايات المتحدة بيانات التركيبة السكانية لمارينا دل راي، كاليفورنيا في تعداد الولايات المتحدة. في ما يلي، التركيبة السكانية حسب تعدادي 2000 و2010.

### تعداد عام 2000
بلغ عدد سكان مارينا دل راي، كاليفورنيا 8,176 نسمة بحسب تعداد عام 2000، وبلغ عدد الأسر 5,315 أسرة وعدد العائلات 1,518 عائلة مقيمة في المنطقة السكنية. في حين سجلت الكثافة السكانية 2,169.9 نسمة لكل كيلومتر مربع (5,620.0/ميل2). وبلغ عدد الوحدات السكنية 6,321 وحدة بمتوسط كثافة قدره 1,677.5 لكل كيلومتر مربع (4,344.7/ميل2).
وتوزع التركيب العرقي للمنطقة السكنية بنسبة 82.46% من البيض و4.68% من الأمريكيين الأفارقة و0.16% من الأمريكيين الأصليين و8.21% من الأمريكيين ذوي الأصول الآسيوية و0.16% من سكان جزر المحيط الهادئ و1.30% من الأعراق الأخرى و3.03% من عرقين مختلطين أو أكثر و5.34% من الهسبانيون أو اللاتينيون من أي عرق.
بلغ عدد الأسر 5,315 أسرة كانت نسبة 7.1% منها لديها أطفال تحت سن الثامنة عشر تعيش معهم، وبلغت نسبة الأزواج القاطنين مع بعضهم البعض 22.7% من أصل المجموع الكلي للأسر، ونسبة 3.6% من الأسر كان لديها معيلات من الإناث دون وجود شريك،  بينما كانت نسبة 2.3% من الأسر لديها معيلون من الذكور دون وجود شريكة وكانت نسبة 71.4% من غير العائلات. تألفت نسبة 57.3% من أصل جميع الأسر من عدة أفراد يعيشون في نفس المنزل ونسبة 6.8% كانت تتألف من شخص يعيش بمفرده يبلغ من العمر 65 عاماً أو أكثر. وبلغ متوسط حجم الأسرة المعيشية 1.54، أما متوسط حجم العائلات فبلغ 2.31.
بلغ العمر الوسطي للسكان 39.2 عاماً. وكانت نسبة 6.4% من القاطنين تحت سن الثامنة عشر، وكانت نسبة 5.1% بين الثامنة عشر والرابعة والعشرين عاماً، ونسبة 50.3% كانت واقعةً في الفئة العمرية ما بين الخامسة والعشرين والرابعة والأربعين عاماً، ونسبة 28.2% كانت ما بين الخامسة والأربعين والرابعة والستين، ونسبة 10% كانت ضمن فئة الخامسة والستين عاماً فما فوق. يوجد لكل 100 أنثى 108.8 ذكر، ويوجد لكل 100 أنثى في الثامنة عشر من عمرها فما فوق 108.5 ذكر.
بلغ متوسط دخل الأسرة في المنطقة السكنية 68,447 دولارًا، أما متوسط دخل العائلة فبلغ 84,390 دولارًا. وكان متوسط دخل الذكور 66,928 دولارًا مقابل 51,854 دولارًا للإناث. وسجل دخل الفرد الخاص بالمنطقة السكنية 58,530 دولارًا. وكانت نسبة 6.5% من العائلات ونسبة 8.8% من السكان تحت خط الفقر، وكان من هؤلاء نسبة 9.5% تحت سن الثامنة عشر ونسبة 6.2% في الخامسة والستين من العمر وما فوق.

### تعداد عام 2010
بلغ عدد سكان مارينا دل راي، كاليفورنيا 8,866 نسمة بحسب تعداد عام 2010، وبلغ عدد الأسر 5,600 أسرة وعدد العائلات 1,658 عائلة مقيمة في المنطقة السكنية. في حين سجلت الكثافة السكانية 2,353 نسمة لكل كيلومتر مربع (6,094.2/ميل2). وبلغ عدد الوحدات السكنية 6,742 وحدة بمتوسط كثافة قدره 1,789.3 لكل كيلومتر مربع (4,634.3/ميل2).
وتوزع التركيب العرقي للمنطقة السكنية بنسبة 79.75% من البيض و5.24% من الأمريكيين الأفارقة و0.35% من الأمريكيين الأصليين و8.45% من الأمريكيين ذوي الأصول الآسيوية و0.11% من سكان جزر المحيط الهادئ و1.74% من الأعراق الأخرى و4.35% من عرقين مختلطين أو أكثر و7.74% من الهسبانيون أو اللاتينيون من أي عرق.
بلغ عدد الأسر 5,600 أسرة كانت نسبة 7.7% منها لديها أطفال تحت سن الثامنة عشر تعيش معهم، وبلغت نسبة الأزواج القاطنين مع بعضهم البعض 23.5% من أصل المجموع الكلي للأسر، ونسبة 3.8% من الأسر كان لديها معيلات من الإناث دون وجود شريك،  بينما كانت نسبة 2.2% من الأسر لديها معيلون من الذكور دون وجود شريكة وكانت نسبة 70.4% من غير العائلات. تألفت نسبة 54.2% من أصل جميع الأسر من عدة أفراد يعيشون في نفس المنزل ونسبة 10.7% كانت تتألف من شخص يعيش بمفرده يبلغ من العمر 65 عاماً أو أكثر. وبلغ متوسط حجم الأسرة المعيشية 1.58، أما متوسط حجم العائلات فبلغ 2.32.
بلغ العمر الوسطي للسكان 40.0 عاماً. وكانت نسبة 6.4% من القاطنين تحت سن الثامنة عشر، وكانت نسبة 5.5% بين الثامنة عشر والرابعة والعشرين عاماً، ونسبة 46.8% كانت واقعةً في الفئة العمرية ما بين الخامسة والعشرين والرابعة والأربعين عاماً، ونسبة 27.9% كانت ما بين الخامسة والأربعين والرابعة والستين، ونسبة 13.4% كانت ضمن فئة الخامسة والستين عاماً فما فوق. وتوزع التركيب الجنسي للسكان بنسبة 50.9% ذكور و49.1% إناث.